# Мария Леопольдина Ангальт-Дессауская
Мария Леопольдина Ангальт-Дессауская (нем. Maria Leopoldine von Anhalt-Dessau; 18 ноября 1746, Дессау, Ангальт-Дессау — 15 апреля 1769, Детмольд) — принцесса Ангальт-Дессауская; в замужестве — графиня Липпе-Детмольдская.

## Биография
Мария Леопольдина — дочь Леопольда II Ангальт-Дессауского и его супруги принцессы Гизелы Агнессы Ангальт-Кетенской. С детства была близка со своими сестрами Агнессой и Казимирой, с которыми вела активную переписку даже после свадьбы.
28 сентября 1765 года в Дессау 18-летняя принцесса вышла замуж за графа Симона Августа Липпе-Детмольдского (1727—1782), который был вдвое её старше. Первой супругой графа была принцесса Луиза Поликсена Нассауская, умершая в 1764 году. Переехав в Детмольд, принцесса стала скучать по родному дому. Её сестры решили последовать за ней в Детмольд. Принцесса лично руководила перестройкой их резиденции в Детмольде и здания городского суда.
Скончалась 15 апреля 1769 года через четыре года после свадьбы. В этом же году Симон заключил брак с её сестрой Казимирой, которая умерла в 1778 году. После этого он вступил в четвёртый брак с принцессой Кристиной Сольмс-Браунфельсской (1744—1823).

## Потомки
В браке родился единственный сын:
- Леопольд (1767—1802) — принц Липпе-Детмольдский, женился на принцессе Паулине Кристине Ангальт-Бернбургской (1769—1820).